# Lochwinnoch Parish Church

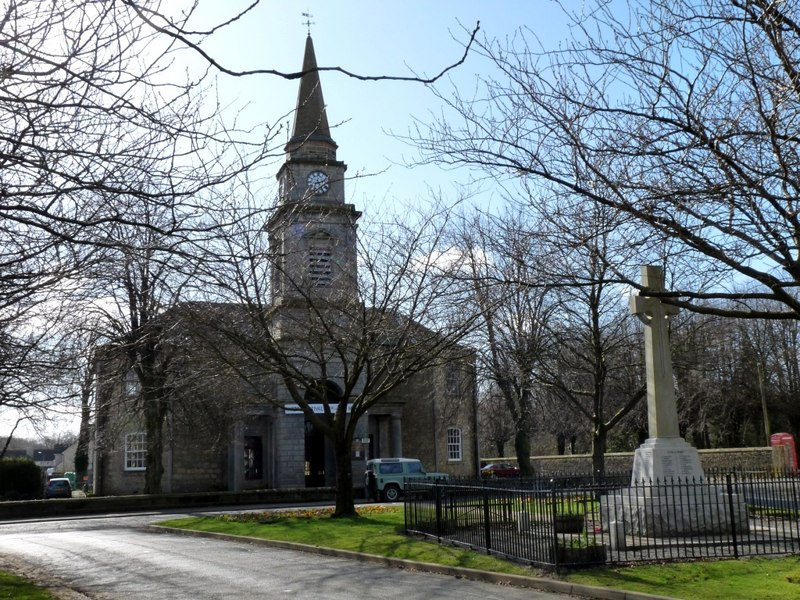
Lochwinnoch Parish Church

Die Lochwinnoch Parish Church ist ein Kirchengebäude der presbyterianischen Church of Scotland in der schottischen Ortschaft Lochwinnoch in der Council Area Renfrewshire. 1971 wurde das Bauwerk in die schottischen Denkmallisten in die höchste Denkmalkategorie A aufgenommen.

## Geschichte
Die früheste christliche Aktivität im heutigen Lochwinnoch geht wahrscheinlich auf keltische Mönche zurück und kann auf das 6. Jahrhundert datiert werden. Entsprechend genutzte Steine wurden in der Umgebung aufgefunden. Im 12. Jahrhundert wurden die Ländereien der Abtei Paisley zugeordnet. Die älteste bekannte Kirche in Lochwinnoch ist die heute nur noch in Fragmenten erhaltene Auld Simon. Sie stammt aus dem Jahr 1729, es existierten jedoch wahrscheinlich Vorgängerbauten am selben Standort. Nachdem die Kirche zu Beginn des 19. Jahrhunderts als unsicher eingestuft wurde, wurde 1806 mit dem Bau der heutigen Kirche begonnen. Am 4. Oktober 1808 wurde der erste Gottesdienst abgehalten. Mit der Abspaltung der Free Church of Scotland von der Church of Scotland im Jahre 1843 spaltete sich auch die Kirchengemeinde auf, wobei die Free Church ein neues Gebäude bezog. 1947 vereinigten sich beide Gemeinden wieder.

## Beschreibung
Das Gebäude liegt an Church Street im Südosten der Ortschaft. Es besteht aus Bruchstein und nimmt einen ungleichmäßig oktogonalen Grundriss ein. Mittig an der nordexponierten Frontseite ragt ein dreistöckiger Glockenturm mit achteckigem, spitzem Helm auf. Ihn umschließt ein Portikus mit dorischen Säulen, der zu einem Rundbogenportal mit Kämpferfenster führt. Das erste Obergeschoss des Turmes ist allseitig mit Öffnungen versehen, die mit Dreiecksgiebeln verdacht sind. Im darüberliegenden Geschoss sind allseitig Turmuhr installiert. Das Kirchengebäude schließt mit einem schiefergedeckten Plattformdach. Rückseitig schließt ein niedrigeres Gebäude im neogotischen Stil an, das 1901 hinzugefügt wurde.